# Distriktsrabbinat Aschaffenburg
Das Distriktsrabbinat Aschaffenburg entstand nach den Vorschriften des bayerischen Judenedikts von 1813 in Aschaffenburg, einer Stadt im nördlichen Bayern.
Im Jahr 1932 wurden die unterfränkischen Rabbinatsbezirke neu eingeteilt und weitere jüdische Gemeinden dem Distriktsrabbinat Aschaffenburg unterstellt.

## Aufgaben
Die Aufgaben umfassten Beratungen über Schulangelegenheiten, die Verwaltung von Stiftungen und die Verteilung von Almosen. Zur Finanzierung der Distriktsrabbinate wurden Umlagen von den einzelnen jüdischen Gemeinden bezahlt.

## Gemeinden des Distriktsrabbinats
- Jüdische Gemeinde Aschaffenburg
- Jüdische Gemeinde Bad Orb
- Jüdische Gemeinde Eschau
- Jüdische Gemeinde Fechenbach
- Jüdische Gemeinde Goldbach
- Jüdische Gemeinde Großostheim
- Jüdische Gemeinde Hörstein
- Jüdische Gemeinde Kleinbardorf (bis 1932 beim Distriktsrabbinat Burgpreppach)
- Jüdische Gemeinde Kleineibstadt
- Jüdische Gemeinde Kleinheubach
- Jüdische Gemeinde Kleinsteinach (bis 1932 beim Distriktsrabbinat Burgpreppach)
- Jüdische Gemeinde Kleinwallstadt
- Jüdische Gemeinde Klingenberg
- Jüdische Gemeinde Lohr am Main
- Jüdische Gemeinde Memmelsdorf
- Jüdische Gemeinde Miltenberg
- Jüdische Gemeinde Mittelsinn
- Jüdische Gemeinde Oberlauringen (bis 1932 beim Distriktsrabbinat Burgpreppach)
- Jüdische Gemeinde Rechendorf
- Jüdische Gemeinde Röllbach
- Jüdische Gemeinde Schöllkrippen
- Jüdische Gemeinde Trappstadt (bis 1932 beim Distriktsrabbinat Burgpreppach)
- Jüdische Gemeinde Wasserlos
- Jüdische Gemeinde Wörth am Main

## Distriktsrabbiner
- 1803 bis 1832: Hillel Wolf Sondheimer
- ab 1832: Israel Wertheimer
- bis 1845: Gabriel Loew Neuburger
- 1845 bis 1880: Abraham Adler (1808–1880)
- 1882 bis 1897: Simon Bamberger
- 1898 bis 1909: Gustav Wachenheimer
- 1909 bis 1932: Raphael Breuer
- 1932 bis 1938: Fritz Bloch